# Порванное платье
«Порванное платье» (англ. The Tattered Dress) — фильм нуар режиссёра Джека Арнольда, который вышел на экраны в 1957 году.
Фильм рассказывает о циничном нью-йоркском адвокате (Джефф Чандлер), который во время процесса в небольшом калифорнийском городке добивается оправдания своего богатого клиента, который убил любовника своей жены. Однако местный шериф, недовольный тем, как адвокат допрашивал его в суде, на основании ложных улик фабрикует против него дело, заставляя оправдываться в суде. В итоге их противостояние приводит к убийству свидетеля и гибели самого шерифа от рук любовницы, которую он заставлял свидетельствовать против адвоката.
Фильм снят в формате CinemaScope. Съёмки фильма проводились в Палм-Спрингс.
Критики отметили интересную тематику и захватывающий характер фильма, вместе с тем обратив внимание на несовершенство сценария и недостаточно убедительную игру Джеффа Чандлера в главной роли. При этом высоко была оценена игра других актёров, и, прежде всего, Джека Карсона.

## Сюжет
В богатом городке Дезерт-Вэлли в Калифорнии распутная красавица Шарлин Рестон (Элейн Стюарт) в пьяном состоянии приезжает на свою шикарную виллу, где выходит из спортивной машины и в порванном вечернем платье проходит мимо бассейна в дом. Там её встречает муж Майкл Рестон (Филлип Рид), который после непродолжительного разговора достаёт револьвер и заставляет жену отвезти её обратно в город Болтон, где по пустынной улице бредёт довольный бармен Ларри Белл (Флойд Симмонс). Увидев машину Рестонов, Ларри пытается бежать, однако Майкл несколько раз стреляет ему в спину, убивая наповал. Несколько дней спустя репортёр Ральф Адамс (Эдвард Платт) едет из Нью-Йорка в Болтон в одном купе с удачливым нью-йоркским адвокатом Джеймсом Гордоном Блейном (Джефф Чандлер), которого Майкл Рестон нанял представлять свои интересы в деле об убийстве Ларри. По дороге поезд делает краткую остановку в городке Спрингфилд, где на станции Джима ожидает жена Диана (Джинн Крейн) вместе с двумя сыновьями. Адвокат успевает лишь обнять детей и обменяться парой слов с женой, после чего снова садится на поезд и продолжает путь. Во время ужина Ральф выражает восхищение адвокатским мастерством Джима, который известен умением добиваться оправдания для богатых и виновных, однако резко критикует его за выбор подобных клиентов. Вместо этого он предлагает Джиму взяться за защиту обездоленного Бенсона Пауэлла, которого несправедливо бросили в тюрьму, однако Джим от этого отказывается. На вокзале в Болтоне местные жители встречают Джима с недоверием и неприязнью, что, видимо, связано с тем, что он не местный, а из Нью-Йорка, а также с тем, что он защищает Рестона, которого считают преступником и вообще не любят за богатство и распутство. Не обращая на них внимания, Джим направляется на виллу Рестонов в Дезерт-Вэлли. Сидя под зонтиком у бассейна, Шарлин рассказывает адвокату, что пару раз встречалась с Ларри, но на третий раз, когда она ему отказала, он набросился на неё и порвал платье. Джим заявляет Рестонам, что выиграет их дело, после чего уезжает в Болтон. По дороге его останавливает местный шериф Ник Хоук (Джек Карсон), который предлагает проехаться вместе на его ранчо, расположенное в пустынном месте недалеко от города, которым, как он говорит, управляют родители Ларри. По дороге Хоук рассказывает, что Ларри подавал большие надежды как футболист, и он для парня был кем-то вроде наставника. Джим узнаёт в шерифе известного в прошлом футболиста университетской команды, фото которого в 1937 году попало в общенациональные газеты. Польщённый шериф увлечённо рассказывает о своих спортивных достижениях. Вечером в своём гостиничном номере Джим выпивает вместе с Хоуком и Ральфом. Джиму звонит из Лас-Вегаса его старый друг, комик Билли Джайлс (Джордж Тобиас), которого 10 лет назад благодаря защите Джима суд оправдал по делу об убийстве жены. Он не верит в успех дела, но желает Джиму победы. После ухода Хоука Джим говорит, что в этом деле главной надеждой для него является шериф. Ночью у гостиницы Джим встречает Шарлин, и они уезжают, чтобы провести ночь вместе. Неделю спустя открывается судебный процесс, в ходе которого Джим делает ставку на допрос Хоука. Сначала он показывает суду неуважительное отношение к женщинам как самого Хоука, так и Ларри, которого шериф считает своим воспитанником. Затем Джим выясняет у Хоука, что Ларри поступил в университет по спортивной квоте, однако плохо учился и после второго курса был исключён. Однако, как затем сообщает Джим, Ларри исключили совсем не за плохую учёбу, а за аморальное поведение в отношении женщин после его очередного так называемого «рейда за трусиками». После этого Джим убеждает присяжных, что Ларри был проблемным парнем, а Хоук не является надёжным свидетелем в отношении его личности. После суда Джим получает гонорар, а Шарлин предлагает ему снова встретиться, однако он отказывается. Вместо этого по настоятельному приглашению Хоука он едет поиграть в покер в дом некого Рода Стейли, где за ночь проигрывает 5000 долларов. На следующее утро оглашается вердикт присяжных — Майкла Рестона признают невиновным, и такое решение суда Хоук воспринимает очень тяжело. Тем же вечером во время празднования победы в номере Джима, к нему приходит судебный исполнитель с повесткой в суд в качестве подозреваемого, так как одна из присяжных, Кэрол Морроу (Гэйл Расселл), заявила, что получила от него взятку. На следующий день, чтобы поддержать Джима, в гостиницу селятся Диана и Билл. Обсуждая ситуацию между собой, они говорят, что за покерным столом Джима «обокрали» на 5000 долларов, а затем выписанный им чек стал уликой, когда Морроу заявила, что эти деньги он дал ей в качестве взятки. За такое преступление Джиму может грозить до 10 лет тюрьмы. Чтобы разобраться в этом деле, Джим направляется на ранчо, где вчера играл в покер, однако там не осталось никаких следов игры и вообще пребывания кого-либо в последнее время. По возвращении в Болтон Джим обращается к Хоуку, заявляя, что Стайли исчез, и хотя шериф обещает его найти, по его тону очевидно, что он ничего делать не будет. Джим понимает, что Хоук его намеренно подставил, а Морроу действует в сговоре с ним, однако не может этого доказать. По возвращении в гостиницу Джим встречает Билла, который отправляет его к Диане. При встрече они целуются, и Джим просит у жены прощения за то, что своими изменами делал ей больно, но при этом всегда её любил и никогда не обманывал. Она отвечает, что верит ему и хочет помочь. На следующий день Хоук приглашает Джима в свой офис, представляя ему на опознание двух шулеров, однако очевидно, что это не те люди, с которыми играл адвокат. По дороге в гостиницу Диана убеждает Джима нанять местного адвоката Лестера Роулингса (Эдвард Эндрюс), поскольку, как считается, адвокаты не умеют защищать себя сами. Он встречается с Роулингсом на вилле Рестонов, и приглашает его заняться этим делом. Однако уже во время следующей встречи в гостинице, когда Роулингс предлагает Джиму рассмотреть на всякий случай вариант сделки со следствием, Джим понимает, что тот не верит в его правоту и увольняет его. После ухода Роулингса Джим просит Диану остаться с ним на ночь, однако она отказывается, напоминая ему о Шарлин. После ухода Диана направляется домой к Кэрол Морроу, рассчитывая уговорить её отказаться от своих показаний, однако Кэрол не пускает её в дом. После отъезда Дианы, из дальней комнаты выходит Хоук, который, как выясняется, является любовником Кэрол. Она начинает рыдать и говорит, что боится, однако Хоук даёт ей пощёчину, после чего заявляет: «Бойся не Джима, бойся меня». Поскольку найти шулеров не удаётся, Джим снабжает Билли их словесными портретами и отправляет в Лас-Вегас в надежде, что он встретит их там. На следующий день начинается суд, в ходе которого Джим делает главную ставку на допрос Кэрол. Она подтверждает свои показания, подробно рассказывая, как Джим дал ей взятку в машине. Джим обвиняет её во лжи и пытается доказать, что она его оклеветала из личной ненависти — потому что он из Нью-Йорка, потому что он добился оправдания Рестона и потому что за грязные деньги он готов на всё. Однако Кэрол стоит на своём, и, придя в возбуждение от собственных слов, вдруг встаёт и затем падает, теряя сознание. Репортёры в зале оценивают эту сцену как провал Джима. Тем временем в одном из казино Лас-Вегаса Билл находит крупье, внешность которого совпадает с описанием Стейси. Шулер также понимает, что Билл его узнал и видит, как тот с его фотографией, полученной в администрации, собирается в Болтон, после чего по телефону сообщает об этом Хоуку. На пустынной дороге из Лас-Вегаса в Болтон Хоук догоняет машину Билли и сталкивает её с крутого обрыва. Машина разбивается и сгорает, а Билли гибнет. Хоук приходит к Джиму в номер, сообщая, что Билли погиб в автокатастрофе, по-видимому, в результате несчастного случая. Позднее, когда Джим выходит на прогулку около гостиницы, в тёмном переулке на него нападают двое неизвестных, жестоко избивая его, и лишь случайно проезжающий автомобиль не даёт преступникам забить Джима до смерти. Когда в больницу к Джиму Хоук приводит на опознание явно не тех людей, адвокат понимает, что шериф сам организовал нападение на него. Вскоре возобновляется суд, и Джим вызывает для дачи показаний Хоука. В начале Джим обвиняет шерифа в том, что тот мстит ему за то, что он добился оправдательного приговора по делу Рестона. Это подорвало авторитет шерифа в городе, и потому он решил засадить Джима по состряпанному делу. Адвокат напоминает шерифу, что тот видел, как Джим выписал чек за проигрыш в покер, в который Хоук его и завлёк. А теперь на ранчо, где была игра, не осталось никаких следов, а соперник по покеру куда-то неожиданно и бесследно исчез. Когда Хоук говорит, что пригласил его на игру как друга, Джим отвечает, что вряд ли он мог относится как к другу к выскочке из Нью-Йорка, который издевался над ним на предыдущем процессе. На это Хоук отвечает, что он испытал к Джиму дружеские чувства в самом начале, когда тот говорил приятные слова о его футбольной карьере. После такого ответа Джим прекращает допрос, чувствуя, что проиграл. Вечером в гостинице Диана заходит в номер Джима, чтобы утешить его, оставаясь с ним на ночь.
На следующее утро заседание суда открывается заключительной речью Джима, который откровенно рассказывает, какой трудный путь ему пришлось пройти, чтобы стать адвокатом. Поскольку он закончил обычную юридическую школу и был не из «Лиги плюща», его не брали ни в одну приличную юридическую фирму в Нью-Йорке и он был вынужден зарабатывать на жизнь, чем придётся. Он начал адвокатскую карьеру с защиты мелких воров и преступников, и после нескольких удачных дел на него обратили внимание представители криминального мира. Так он стал криминальным адвокатом, который добивался успеха, не разбираясь в справедливости обвинений. Его слава была такова, что в криминальной среде даже стали шутить — «если виновен, то бери Блейна». Далее он говорит, что многие невиновные страдают от плохой защиты. Вот и он, взявшись защищать самого себя — что делать не рекомендуется — попытался доказать свою невиновность, но при допросе Кэрол потерял контроль над собой. Хотя он и знал правду, но сам загнал себя в ловушку. Ту же ошибку вчера он совершил и при допросе Хоука, так как думал только об одном — «он меня подставил». Далее Джим признаёт, что его главная ошибка как адвоката заключается в том, что он забыл, что означает правосудие, забыл о святости закона. Он напоминает, что пресса назвала процесс Рестона «делом о порванном платье», подразумевая порванную справедливость. Сейчас, по словам Джима, они имеют дело со вторым «делом о порванном платье», где правосудие оказывается в ловушке обстоятельств, а на первый план выходят такие вещи, как страсть толпы, провинциализм, предрассудки и тайный преступный заговор. Джим сравнивает его избиение в переулке в таким типом правосудия, где избивавшие были и полицией, и прокуратурой, и судом, и исполнителями наказания. После выступления Джима присяжные уходят на совещание, которое затягивается на всю ночь. Тем временем Кэрол, которая потеряла душевное равновесие, находит на улице Хоука, говоря, что ей страшно за своё будущее, и уговаривает его бежать. Однако Хоук грубо отталкивает её, заявляя, что «из города уедет только адвокат — в наручниках или в ящике». В гостинице Ральф говорит, что журналисты посчитали, что речь Джима была хорошо поставленным спектаклем и не поверили в неё. Однако Джим напоминает, что его чуть не убили, и Диана поддерживает мужа. На следующее утро присяжные выносят вердикт — не виновен. Услышав приговор, Хоук заявляет, что игра будет закончена только тогда, когда раздастся выстрел. Когда счастливый Джим вместе с Дианой выходит из здания суда, Хоук прячется за колонной, собираясь достать оружие. В этот момент ему в спину стреляет Кэрол, убивая шерифа. Понимая, что был не прав, не поверив в речь Джима, Ральф просит у адвоката прощения, а Джим в свою очередь объявляет, что берётся за дело Пауэлла. После этого он обнимает Диану и отправляется вместе с ней домой.

## В ролях
- Джефф Чандлер — Джеймс Гордон Блейн
- Джинн Крейн — Диана Блейн
- Джек Карсон — шериф Хоук
- Гэйл Расселл — Кэрол Морроу
- Элейн Стюарт — Шарлин Рестон
- Джордж Тобиас — Билли Джайлс
- Эдвард Эндрюс — Лестер Роулингс
- Филлип Рид — Майкл Рестон
- Эдвард Платт — Ральф Адамс, репортёр
- Пол Бёрч — обвинитель Фрэнк Митчелл
- Александер Локвуд — Пол Вернон
- Эдвин Джером — судья Дейвид Л.Джонсон
- Уильям Шаллерт — судебный клерк
- Флойд Симмонс — Ларри Белл

## Создатели фильма и исполнители главных ролей
Как отмечает историк кино Майкл Кини, режиссёр Джек Арнольд помимо этой картины поставил ещё несколько фильмов нуар, среди них «Стеклянная паутина» (1953) и «Человек в тени» (1957, также с участием Чандлера). Однако в 1950-е годы он был более известен благодаря своим классическим фантастическим фильмам, таким как «Это пришло из космоса» (1953), «Тарантул» (1955), «Тварь из Чёрной Лагуны» (1954) и «Невероятно уменьшающийся человек» (1957) .
Начало успешной голливудской карьере Джеффа Чандлера положил вестерн «Сломанная стрела» (1950), который принёс ему номинацию на «Оскар» как лучшему актёру второго плана. Среди других заметных работ Чандлера — вестерны «Два флага запада» (1950), «Битва на перевале апачей» (1952), «Отряд Стрела» (1953) и «Партизаны!» (1959), фильм нуар «Женщина на пляже» (1955), боевик «Десять секунд до ада» (1959) и мелодрама «Возвращение в Пейтон-Плейс» (1961).
Что касается актёра Джека Карсона, то, по словам историка кино Блейка Лукаса, он «за время своей карьеры создал много превосходных нестандартных образов», в частности, в криминальной комедии «Мышьяк и старые кружева» (1944), фильме нуар «Милдред Пирс» (1945), мелодрамах «Звезда родилась» (1954), «Запятнанные ангелы» (1957) и «Кошка на раскалённой крыше» (1958).
По словам историка кино Роба Никсона, в 1940-50-е годы актриса Джинн Крейн сыграла в таких памятных картинах, как фильм нуар «Бог ей судья» (1945), комедия «Марджи» (1946), мелодрамы «Пинки» (1949, номинация на «Оскар» за лучшую женскую роль) и «Письмо трём жёнам» (1949), романтическая комедия «Люди будут судачить» (1951), а также фильмы нуар «Викки» (1953) и «Опасный круиз» (1953).
Актриса Гэйл Расселл сыграла свои лучшие роли в фильме ужасов «Незваные» (1944), а также фильмах нуар «Калькутта» (1947), «У ночи тысяча глаз» (1948) и «Восход луны» (1948) и «Разделительная линия» (1950), а также в вестернах «Ангел и негодяй» (1947) «Семь человек c этого момента» (1958).

## Оценка фильма критикой

### Общая оценка фильма
Мнения киноведов при оценке фильма разделились. Так, Хэл Эриксон отрицательно оценил картину, написав: «Несмотря на звёздный актёрский состав и безошибочную режиссуру Джека Арнольда, фильм получился дешёвым и безвкусным — в полном соответствии с убогостью своей темы». Майкл Кини, со своей стороны, заключил, что это «скучная судебная драма, которая может похвастать разве что хорошей игрой Карсона и увлекательным, неожиданным финалом на ступенях дворца правосудия».
Деннис Шварц назвал картину «безвкусной судебной нуаровой драмой, которую профессионально, но не вдохновенно поставил Джек Арнольд». Критик отмечает, что «у фильма слабый сценарий, в котором слишком много дыр, которые невозможно заделать». Вместе с тем, «этот скромный фильм приятно смотреть, хотя он и не предлагает ничего особенного. Его нуаровые качества маргинальны и основаны на том, как у Чандлера наступает перелом, когда он осознаёт, что любит жену и двух маленьких мальчиков, и слишком отдалился от них в погоне за славой и богатством — но эти вещи он больше не ценит столь высоко, как семью». Однако, по словам критика, «всё это неубедительно. Единственное, что в фильме убедительно, это сравнение пустынной местности с пустотой жизни главных героев картины».
Блейк Лукас оценил фильм как «скромный триллер с некоторыми нуаровыми элементами». Как отмечает критик, «герой становится положительным только тогда, когда проблемы с собственным высокомерием подталкивает его к этому. А критический тон в отношении к его моральных норм сохраняется почти до самого конца фильма». Критик также отмечает, что «в качестве адвоката криминального мира, он выступает как предшественник персонажа из фильма „Девушка с вечеринки“ (1958) Николаса Рэя, хотя кризис Блейна не имеет той эмоциональной сложности, которая присутствует в фильме Рэя». По мнению Крейга Батлера, «это хорошая судебная драма, которая однако не достигает тех высот, на которые нацелена». В жанровом плане фильм «оказывается между слишком многими стульями — фильм нуаровый, но не вполне нуар, это юридический триллер, но не учитывает некоторые юридические тонкости, это серьёзная драма, которая хочет сказать кое-что об обществе, но делает это слишком поверхностно. В результате фильм пытается охватить немного больше, чем нужно». Вместе с тем, Батлер отмечает, что «даже при своих недостатках фильм часто увлекает и почти всё время захватывает. Фильм не идеальный, но очень впечатляющий».
Рецензент Film Fanatic выразил мнение, что «этот небольшой, но достаточно сильный судебный триллер режиссёра фильмов категории В Джека Арнольда — вовсе не мелодрама о жалкой жизни, как могло бы показаться, исходя из названия». И он «не сконцентрирован на порванном платье» как на мотиве убийства, а в первую очередь, «рассматривает игру в кошки-мышки между разбогатевшим на тёмных криминальных делах адвокатом (Чандлер) и двуличным шерифом (Карсон), который воспринимает действия адвоката не столько как „серьёзный подрыв правосудия“, сколько как подрыв системы власти в его городе». Мартин Теллер обратил внимание на то, что «фильм затрагивает две важные темы — провинциализм малых городов и работу правоохранительных органов, которые злоупотребляют своей властью. Зло большого города, которое разрушает маленький город — это распространённый нуаровый мотив, но на этот раз они меняются местами. Конечно, адвокат далёк от святости, но нетерпимое отношение к нему местных жителей совершенно неоправданно». Теллер также отмечает, что «фильм интересно смотреть, и хороших сцен в нём больше, чем плохих».

### Оценка работы режиссёра и творческой группы
Батлер высоко оценивает режиссёрскую работу Арнольда, который, по словам критика, «правит твёрдой рукой, перепрыгивая через некоторые сюжетные дыры и удачно обыгрывая сильные стороны сценария. Он также удачно использует съёмки в пустыне для визуального комментария о бесплодности жизни главного героя».
По мнению Лукаса, «самый большой интерес в фильме представляет визуальный стиль Арнольда. Пустыня как место действия напоминает о некоторых из его фантастических фильмов, в частности, „Это пришло из космоса“ и „Тарантул“, и показывает в этой пустоши определённую красоту, которая очень современна и странным образом привлекательна. Она грамотно противопоставлена современным интерьерам, в которых существуют персонажи, выражая как моральную, так и физическую пустоту».

### Оценка актёрской игры
После выхода фильма на экраны кинокритик Филипп К. Шауер из «Лос-Анджелес Таймс» написал, что в этом фильме Чендлер «выдаёт лучшую актёрскую работу в своей карьере». Современный рецензент сайта Film Fanatic отметил, что «Чендлер хорошо справляется с главной ролью, Гэйл Расселл как всегда приятно видеть — но всё-таки здесь выделяется Карсон в неожиданной для себя роли. Он откровенно попирает свой обычный типаж всеамериканского „хорошего парня“, создавая порочный образ, который не может нас не пугать», но которому при этом свойственна особенная, основанная на чести мораль. По мнению Теллера, Чандлер предлагает «хорошую, хотя и немного деревянную игру», при этом «в фильме есть много актёрских работ второго плана в диапазоне от достойных до хороших, среди них Джинн Крейн, Элейн Стюарт и Эдвард Платт». Однако всех превосходит Джек Карсон, который «великолепен в роли шерифа. Его весёлый компанейский характер скрывает зловещие намерения… он движим унижением и всё ещё надеется вернуть славу тех лет, когда играл в студенческой футбольной команде. Сцены с участием Карсона одни из самых запоминающихся в фильме (если не считать чудесное начало)». Лукас также полагает, что «персонаж Карсона, наверное, более интересен (чем герой Чандлера), и порождает неоднозначные чувства симпатии и отвращения, напоминая отрицательных героев многих фильмов нуар». По мнению Батлера, «фильм проигрывает из-за игры Джеффа Чандлера в главной роли. Роль требует актёра с реальным диапазоном и силой, а Чендлер для неё слишком ограничен. Он очень старается, и отчасти его работа довольно хороша, но „довольно хороша“ не значит, что она „завораживает“, а именно это от неё требуется, особенно, во время кульминационного монолога в суде». С другой стороны, Батлер выделяет «отличную игру второго плана со стороны двуличного Джека Карсона, красавицы Элейн Стюарт и очень интересной Гэйл Расселл».